# Il grande incontro
Il grande incontro (Champ for a Day) è un film statunitense del 1953 diretto da William A. Seiter.
È un film drammatico a sfondo poliziesco, ambientato nel mondo della boxe. È basato sul romanzo The Disappearance of Dolan di William George Fay con protagonisti Alex Nicol, Audrey Totter e Charles Winninger. La storia originale apparve a puntate su The Saturday Evening Post dal 12 al 19 aprile 1952.

## Trama
Nel motel gestito dai Karlsen, due attempati coniugi, arriva il pugile George Wilson, che si prepara ad affrontare il suo primo importante combattimento. La sua prestanza fisica cattura intanto le attenzioni della bionda Peggy Gormley: entrambi sono in attesa di Dolan, impresario del pugile, che sembra essersi dileguato proprio alla vigilia dell'incontro, portando con sé il compenso fissato per George. Intenzionato ad andare avanti, George è costretto ad accettare come manager una coppia di loschi individui, Guido e Healy, e a far lavorare nel suo angolo uno scadente allenatore, Al Muntz.
Contro tutte le aspettative, George riesce vincitore mandando su tutte le furie il vecchio pugile Willie Foltis, che aveva scommesso una grossa somma sul suo avversario, ed acconsente ad affrontare un secondo incontro nel quale dovrà risultare ancora vincitore in base a un preliminare accordo con gli organizzatori. George, rimasto nel motel dei Karlsen, si dà da fare per scoprire le vere ragioni della scomparsa di Dolan. Peggy collabora con lui e gli spiega di nutrire rancore verso Dolan perché lui la ricattava. Muntz, l'allenatore, lo mette in guardia e gli rivela che i suoi due nuovi manager sono in realtà esponenti della criminalità organizzata.
Intanto nel fiume viene ripescato il cadavere di Dolan e George scopre che gli autori dell'omicidio sono proprio Guido e Healy. Mentre studia il modo di uscire dalla penosa situazione, subisce anche l'aggressione del vecchio Foltis, fattosi vivo per portargli via il premio vinto nel primo incontro, ma riesce a metterlo fuori combattimento. Il giorno del nuovo incontro accade qualcosa che nessuno prevedeva: 'Soldier' Freeman, avversario di George, venendo meno ai patti, mette George K.O. e vince il match. I due impresari, frustrati, vedono così sfumare il loro disegno criminoso e George li mette abilmente uno contro l'altro. Ne segue una sparatoria generale che termina con l'eliminazione di entrambi. George e Peggy possono finalmente restare insieme.

## Produzione
Il film, diretto da William A. Seiter su una sceneggiatura di Irving Shulman basata sul romanzo di W.G. Fay, fu prodotto da William A. Seiter per la Republic Pictures con i titoli di lavorazione Champ from Brooklyn e One for the Road. Le riprese durarono dal 16 marzo a inizio aprile 1953.

## Distribuzione
Il film uscì nelle sale statunitensi il 15 agosto 1953 distribuito dalla Republic Pictures. Fu distribuito anche in Italia con il titolo Il grande incontro. Negli Stati Uniti è stato pubblicato anche un DVD da Forgotten Hollywood. 

## Promozione
Le tagline sono:
- "You're a great big bundle of muscle, kid!!".
- "YOU MADE ME THE CHAMP...now show me why I can't throw you back into the gutter!".
- "HIS FISTS...Made For Killing...HER LIPS...Made For Kissing".